# Isabelle Renauld
Isabelle Renauld (Saint-Malo, 24 novembre 1966) è un'attrice francese.

## Biografia
All'età di 16 anni, Renauld lascia la Bretagna per fare l'attrice a Parigi. Studia recitazione al Cours Florent e nella prestigiosa Nanterre-Amandiers, sotto la guida di Pierre Romans. Guadagna notorietà soprattutto grazie alla sua interpretazione in Parfait amour! di Catherine Breillat, che nel 1997 le vale il premio Michel Simon alla migliore interpretazione e una nomination ai premi César.

## Filmografia

### Cinema
- Due fuggitivi e mezzo (Les Fugitifs), regia di Francis Veber (1986)
- Hôtel de France, regia di Patrice Chéreau (1987)
- L'Amoureuse, regia di Jacques Doillon (1987)
- Chimère, regia di Claire Devers (1989)
- L'Opération Corned-Beef, regia di Jean-Marie Poiré (1991)
- Louis, enfant roi, regia di Roger Planchon (1993)
- Les Frères Gravet, regia di René Féret (1996)
- Parfait Amour!, regia di Catherine Breillat (1996)
- L'eternità e un giorno (Mia aiōniotīta kai mia mera), regia di Theo Angelopoulos (1998)
- Ça ne se refuse pas, regia di Éric Woreth (1998)
- Il barbiere di Siberia (Сибирский цирюльник), regia di Nikita Mikhalkov (1998)
- C'est quoi la vie?, regia di François Dupeyron (1999)
- Les Blessures assassines, regia di Jean-Pierre Denis (2000)
- La Chambre des officiers, regia di François Dupeyron (2001)
- Vidocq - La maschera senza volto (Vidocq), regia di Pitof (2001)
- Monsieur Ibrahim e i fiori del Corano (Monsieur Ibrahim et les fleurs du Coran), regia di François Dupeyron (2003)
- Je préfère qu'on reste amis..., regia di Olivier Nakache e Éric Toledano (2005)
- Imposture, regia di Patrick Bouchitey (2005)
- Je vais bien, ne t'en fais pas, regia di Philippe Lioret (2006)
- Une vieille maîtresse, regia di Catherine Breillat (2007)
- La Traque, regia di Antoine Blossier (2011)
- Tutti i nostri desideri (Toutes nos envies), regia di Philippe Lioret (2011)
- La Braconne, regia di Samuel Rondière (2014)
- Forever Young - Les Amandiers (Les Amandiers), regia di Valeria Bruni Tedeschi (2022)

### Televisione
- Un ciel radieux, regia di Nicolas Boukhrief - serie TV (2017)
- La Mort dans l'âme, regia di Xavier Durringer - serie TV (2017)
- Au-delà des apparences, regia di Éric Woreth - serie TV (2018)
- Kepler(s), regia di Frédéric Schoendoerffer - serie TV (2018)
- Commissaire Magellan - serie TV (2019)
- Caïn - serie TV (2020)
- Un mauvais garçon, regia di Xavier Durringer - serie TV (2020)
- Tomorrow Is Ours - Il domani è nostro (Demain nous appartient) - soap opera (2021)
- Un cuore, due destini (Enquête à coeur ouvert), regia di Frank Van Passel - miniserie TV (2022)

## Doppiatrici italiane
Nelle versioni in italiano delle opere in cui ha recitato, Isabelle Renauld è stata doppiata da:
- Angiola Baggi in L'eternità e un giorno
- Antonella Giannini in Vidocq - La maschera senza volto
- Alessandra Korompay in Monsieur Ibrahim e i fiori del Corano
- Cristina Boraschi in Tutti i nostri desideri
- Daniela D'Angelo in Un cuore, due destini